# Лукас, Генри (серийный убийца)
Ге́нри Ли Лу́кас (англ. Henry Lee Lucas, 23 августа 1936 — 12 марта 2001) — американский преступник, серийный убийца, налётчик, каннибал и поджигатель. На его счету 11 доказанных убийств. Преступления совершал совместно со своим сообщником Оттисом Тулом — путешествуя по Америке, они насиловали, поджигали, убивали и поедали тех, кто попадался им на пути. Признался в убийстве более 100 человек, десятках грабежей, поджогов, автоугонов, изнасилований. Преступления Лукаса считаются одними из самых жестоких и отвратительных в истории мировой криминалистики.

## Биография

### Детство
Генри Ли Лукас родился 23 августа 1936 года в Блэксберге, штат Виргиния, в семье бывшего рабочего дорожной станции Андерсона Лукаса и его жены Вайолы Лукас.
Андерсон Лукас в результате несчастного случая на работе лишился обеих ног. Став инвалидом, он больше не зарабатывал деньги, но зато стал чрезмерно употреблять алкоголь и не принимал никакого участия в воспитании сына. Вайола Лукас зарабатывала на жизнь проституцией, принимая клиентов прямо у себя дома. Она была жестокой женщиной, часто унижала и била сына. Зачастую она принуждала сына смотреть на то, как она занимается сексом с клиентами; по крайней мере несколько раз юный Генри подвергался сексуальному насилию со стороны некоторых из них. Отец и другие родственники подарили Генри маленького бычка, которого мальчик очень любил и с которым часто играл; однажды Вайола вывела Генри во двор и на его глазах застрелила животное. В другой раз она ударила мальчика по голове доской за мелкую провинность. Когда Генри начал посещать школу, она несколько дней заставляла его носить женскую форму, из-за чего многие дети смеялись и издевались над ним. Уже в 10 лет мальчик стал употреблять спиртное.
В подростковом возрасте Генри во время драки получил травму левого глаза, которая привела к инфекции. Вайола отказалась вести его к врачу, что впоследствии привело к ампутации глазного яблока — его заменили на искусственный глаз.

### Первое убийство
После смерти отца Генри бросил школу и сбежал из дома. В 1951 году, в возрасте 15-ти лет, он совершил своё первое убийство. Его жертвой стала 17-летняя Лора Барнсли, но его отправили в колонию для несовершеннолетних не за убийство, а за кражу со взломом. Выйдя на свободу в 1953 году, он вновь совершил кражу и убийство проститутки, по словам Лукаса «напоминавшей его мать», и  сел в тюрьму на четыре года.
В 1959 году Генри переезжает в Мичиган к родной сестре и остаётся жить с ней. В 1960 году 11 января к ним приехала мать. Она начала говорить о том, что Генри обязан заботиться о ней. Началась ссора, в ходе которой, по словам Лукаса, мать ударила его метлой по голове; он, вспомнив прошлые обиды, в ярости ударил её по голове (по одним данным бутылкой, по другим — молотком). Удар был настолько сильным, что размозжил ей голову; она умерла мгновенно. Генри Ли Лукас был арестован. Его приговорили к 15-ти годам заключения, но через год перевели в психиатрическую клинику, где у него выявили сразу несколько заболеваний и отклонений: психопатию, садизм и шизофрению; также он совершил несколько попыток самоубийства. Находясь в клинике, Лукас начал изучать материалы расследований громких убийств. Он вникал в методы, применявшиеся убийцами, и анализировал их.

### Встреча с Оттисом Тулом и совместные преступления
В 1975 году Лукаса выпустили из клиники (несмотря на то, что он заявлял, что снова будет убивать, когда окажется на свободе), после чего он решил начать жизнь с чистого листа, но у него не было ни постоянного жилья, ни каких-либо средств к существованию. Он бродяжничал, пока в том же году не познакомился с Оттисом Тулом. Тул проживал в Джексонвилле, штат Флорида вместе со своей 12-летней племянницей Фридой Бекки Пауэлл и пригласил Лукаса присоединиться к ним. С Тулом у них было много общего: они оба подвергались сексуальному насилию и унижениям со стороны своих матерей, оба были убийцами ещё до того, как познакомились, оба имели гомосексуальные наклонности. Бекки восхищалась ими и их образом жизни. Однажды они втроём угнали грузовик, попутно убив водителя, и отправились «искать счастья». Всего они побывали в 26 штатах. В это время Лукас сблизился с Бекки; он любил её и заботился о ней, как о собственной дочери, параллельно обучая различным способам воровства, грабежа и убийств. Тул изучал обычаи каннибалов. Вместе они разработали устойчивый способ совершения преступлений: жертву заманивали, обездвиживали и насиловали, затем убивали, при этом иногда совокуплялись с трупом, а после этого труп свежевали, расчленяли и жарили к обеду или ужину. Неиспользованные останки отвозили и закапывали далеко от места убийства, что также затрудняло расследование. Убийцы были предусмотрительны: в качестве жертв они выбирали в основном тех людей, про которых точно знали, что они собираются отправиться в другой штат, и, соответственно, некоторое время их не будут искать; в основном это были автостопщики, эмигранты и проститутки.
«Оттис любил человечину и «подсадил» меня на неё. Сначала мы насиловали жертву, потом убивали ее, а затем снова насиловали. И лишь потом пускали её мясо на еду. Это достаточно вкусно, особенно с кетчупом. Несъедобные остатки расчленяли, раздробляя головы молотком, и затем закапывали в разных местах.» (Генри Ли Лукас)
Также существует версия, что они вступили в сатанинский культ «Рука смерти», но этому нет подтверждения.

### Распад
Находясь во Флориде, Фрида Бекки была арестована и попала в колонию для несовершеннолетних, где находилась, пока Лукас и Тул не устроили ей побег, после чего троица воссоединилась и продолжила жить вместе, при этом девушка была объявлена в розыск. В 1982 году пути убийц разошлись: Генри Ли и Фрида Бекки стали любовниками и сбежали от Оттиса. Они проживали вдвоём, но спустя год Фриде надоело скрываться, она решила сдаться полиции и вернуться в колонию, надеясь выйти на свободу с чистой репутацией. В ходе обсуждения этого решения они с Генри Ли поссорились, в результате он убил её и затем расчленил тело.

### Арест и заключение
Последней жертвой Лукаса стала пожилая женщина по имени Кейт Рич. Вскоре после её убийства его арестовали за нелегальное хранение огнестрельного оружия. Находясь под стражей, он признался в убийстве. Надеясь замедлить и запутать следствие, Лукас на протяжении шести лет признался во множестве преступлений, в том числе он приписывал себе убийства, которые совершил Тул без его участия. Вначале он признался в 60, а затем в 100 убийствах. СМИ и многие знакомые Лукаса относили на его счёт от 47 до 89 убийств. В ходе следственных действий были обнаружены останки десятков людей; по словам Лукаса, это всё были люди, которых они убивали и ели в ходе путешествия на угнанном грузовике. Полиция посчитала все эти признания достоверными, но поскольку он не мог вспомнить все подробности своих преступлений, в суде его обвинили лишь в 11 убийствах. Все 11 убийств суд счёл доказанными. В 1998 году Генри Ли Лукас был приговорён к смертной казни, после чего тогдашний губернатор Техаса Джордж Буш-младший заменил смертную казнь на пожизненное заключение.

### Смерть
12 марта 2001 года, находясь в заключении, Генри Ли Лукас скончался от сердечного приступа. 

## Вопросы и споры
Признания Генри Ли Лукаса вызывают множество споров и дискуссий. Всего было доказано участие Лукаса в 11 убийствах. Точное количество его жертв до настоящего времени (2024 год) остаётся неизвестным. По утверждениям Лукаса и Тула, путешествуя на угнанном грузовике «в поисках счастья», за один год они убили 97 человек. Также Лукас заявлял, что они убили тысячи людей.
В конце 2019 года студия Netflix выпустила документальный фильм о Генри Ли Лукасе. Этот фильм проливает свет на его историю, раскрывая некоторые неизвестные ранее широкой публике факты; например, в нём подробно разобраны многочисленные признания в убийствах, которые он давал в ходе работы с оперативными службами всей страны: как минимум 20 из этих признаний точно  являются ложными, так расследования убийств, которые были закрыты после того, как Лукас признался в них, впоследствии были заново открыты и после этого были найдены настоящие убийцы. Кроме того, не существует никаких достоверных доказательств и улик, свидетельствующих о соучастии Генри Ли Лукаса в большинстве убийств, в которых он сознался; СМИ разоблачили некоторые показания Лукаса, которые, будучи ложными и не будучи подкреплены никакими уликами, были приняты полицией, так как полицейские пытались закрыть нераскрытые дела или считали, что Лукас сообщил факты, которые мог знать только преступник. Сказать, сколько ложных признаний сделал Лукас, невозможно.

## В массовой культуре
О Генри Ли Лукасе снято 3 художественных фильма:
- «Генри: Портрет убийцы-маньяка» (1986 г.)
- «Генри: Портрет убийцы-маньяка 2» (1996 г.)
- «Бродяга Генри Ли Лукас» (2009 г.)

Документальные фильмы:
- «Признания убийцы» (2019 г.)